# Carl Caspar von Siebold
Carl Caspar von Siebold (né le 4 novembre 1736 – mort le 3 avril 1807) est un chirurgien et obstétricien allemand natif de Nideggen, dans le Duché de Juliers. Il est le grand-père de Philipp Franz von Siebold (1796–1866).
De 1760 à 1763, il étudie la médecine à Wurtzbourg, puis parfait son art à Paris, Londres et Leyde. En 1769, il devient professeur d'anatomie, de chirurgie et d'obstétrique à l'université de Wurtzbourg, poste qu'il occupe jusqu'à sa mort.
En 1776, Siebold est nommé médecin en chef (Oberwundarzt) du Juliusspital de Würzburg. Il y introduit de nouvelles techniques chirurgicales. En 1805, l'hôpital possède l'une des premières salle opératoire moderne du monde.
On compte parmi ses étudiants les plus connus Franz Kaspar Hesselbach (1759–1816), Johann Friedrich Meckel (1781–1833), Konrad Johann Martin Langenbeck et Nicolaus Anton Friedreich (1761–1836).